# Reichenbachia cylindrarta
Reichenbachia cylindrarta är en skalbaggsart som först beskrevs av Brendel 1893.  Reichenbachia cylindrarta ingår i släktet Reichenbachia och familjen kortvingar. Inga underarter finns listade i Catalogue of Life.